# 张存浩
张存浩（1928年2月23日—2024年7月12日），男，山东无棣人，出生于天津，中华人民共和国物理化学家，中国科学院大连化学物理研究所研究员、原所长。中国高能化学激光奠基人、分子反应动力学奠基人之一，长期从事催化、火箭推进剂、化学激光、分子反应动力学等领域的研究，取得多项国际先进成果。

## 生平

### 求学经历
张存浩生于书香世家。2岁起，母亲龙文瑗就开始教他识字。抗日战争爆发时，张存浩正在读小学。因不愿自己的长子接受日本奴化教育，龙文瑗将9岁的张存浩交给丈夫的妹妹張錦和妹夫傅鹰抚养，当时二人在重庆大学任教。1939年，应厦门大学校长萨本栋邀请，傅鹰来厦大任教，张存浩因此跟随姑父姑母到了长汀。张存浩在省立长汀中学（現長汀第一中學）完成了中学学习，1943年，15岁的张存浩考入厦门大学化学系，一年之后，转入抗战期间陪都重庆中央大学化学工程系，1947年毕业后进入南开大学化工系攻读研究生，1948年留学美国，1950年获美国密歇根大学硕士学位。

## 社会兼职
国家自然科学基金委员会主任，中国科学院化学部主任，国际纯化学和应用化学联合会执行局成员。
1995年5月，中国科学技术协会第四次代表大会召开，并选举产生第四届全国委员会。5月27日，第四届全国委员会第一次会议召开，其被选为副主席。2001年6月，中国科学技术协会第六次全国代表大会召开，并选举其出任第六届全国委员会荣誉委员。

## 奖项和荣誉
1992年当选为第三世界科学院院士。1980年当选为中国科学院学部委员（院士）。
2014年1月10日和物理学家程开甲获中国国家最高科学技术奖。

## 逝世
2024年7月12日，张存浩因病在北京逝世，享年96岁。

## 家庭

### 祖父母
- 张鸣岐，清朝两广总督
- 纪钜淑，纪晓岚五世孙女

### 父母
- 张铸，天津化工局高级工程师
- 龙文瑗，两广巡阅使龙济光之女